# Luigi Naddeo
Luigi Naddeo (Roma, 30 aprile 1934 – Roma, 15 gennaio 2009) è stato un compositore e musicista italiano.
Compose molti brani sia per orchestra che vocali, canzoni, romanze e musica per banda.
Tra i brani composti: Roberta portata al successo da Peppino Di Capri, I nuovi angeli con cui Roberto Castiglione partecipò al Cantagiro 1962 e  Le stelle d'oro incluse nella colonna sonora del film Io la conoscevo bene e Per un attimo in quella de Il sorpasso.